# Agent-gebaseerd model
Een agent-gebaseerd model (ABM), vertaling van het Engelse Agent-based model, is een computationeel model waarin het effect van de actie en interactie van de afzonderlijke onderdelen op het systeem als geheel wordt bestudeerd. In toepassingen op biologisch gebied wordt meestal de term individu-gebaseerd model (IBM) gehanteerd.

## Beschrijving
Het modelleren gebeurt meestal aan de hand van computersimulaties en agenten. In de modellen worden elementen van complexe systemen, de speltheorie, emergentie, de computationele sociologie, multi-agent systemen en evolutionair programmeren gecombineerd. Om een verdelingsfunctie te krijgen voor statistische analyse wordt daarnaast gebruikgemaakt van Monte-Carlosimulaties. In het model wordt verder het gelijktijdig werken van verschillende agenten gesimuleerd, met als doel het reconstrueren en voorspellen van complexe verschijnselen. Op deze manier wordt emergentie van het microniveau overgedragen op het macroniveau en wordt het gedrag van complexe systemen als geheel omschreven als het resultaat van de wisselwerking tussen de delen. Enkele voorbeelden zijn economisch voordeel, het bereiken van sociale status en voortplanting als gevolg van het gedrag van verschillende individuele personen.
In de meeste computationele modellen wordt bij het beschrijven van systemen een stationaire toestand of het laveren tussen enkele stationaire toestanden als uitgangspunt genomen. Agent-gebaseerde modellen geven daarentegen met simpele uitgangspunten complex en interessanter gedrag als gevolg van wisselwerking tussen objecten, complexiteit en emergentie.
De software-agenten zijn over het algemeen intelligent (zij het meestal in een niet zo ver gevorderd stadium als bij speltheorie) en vertonen doelgericht gedrag. Daarnaast hebben ze een plaats in de tijd en ruimte en maken ze onderdeel uit van netwerken. Om het model zo goed mogelijk te simuleren wordt in computerprogramma's zowel de locatie als het gedrag van de agenten die werden ingevoerd in de vorm van een algoritme. Het modelleerproces zelf heeft min of meer de vorm van een inductie, aangezien de modelleerder van tevoren enkele veronderstellingen doet die er voor de gegeven situatie het meest toe doen.

## Toepassingen
Met behulp van dergelijke simulaties kan het emergente gedrag van complexe netwerken zoals het Internet, machtswetverdeling en plotselinge ontwikkelingen op de aandelenmarkt worden beschreven. Ook worden agent-gebaseerde modellen sinds het midden van de jaren 90 aangewend om problemen van zakelijke of technologische aard op te lossen zoals optimalisatie van de productieketen, consumentengedrag (bijvoorbeeld in reactie op mond-tot-mondreclame) en gedistribueerd rekenen. Ook zaken als de verspreiding van epidemieën, het gevaar van biologische oorlogvoering en het menselijke immuunsysteem zijn op deze manier geanalyseerd.

## Oorsprong en ontwikkeling
Het idee voor agent-gebaseerde modellen werd aan het eind van de jaren 40 van de 20e eeuw in basale vorm ontwikkeld. Omdat er nogal veel theoretische informatica voor nodig is, werd het echter pas in de jaren 90 populair.
Het ontwerp van John von Neumann voor de Von Neumann-sonde, een ruimtetoestel dat in staat zou zijn zichzelf te kopiëren, wordt gezien als een eerste concrete stap in de richting van het ontwikkelen van agent-gebaseerde modellen. Het idee werd later verbeterd door Stanislaw Ulam, die voorstelde om de sonde "op papier" te bouwen, als cellen op een raster. Uiteindelijk heeft von Neumann op basis van dat idee de eerste voorbeelden van wat later cellulaire atomaten werd genoemd geproduceerd.
Nog een andere verbetering was het op een 2-dimensionaal raster gebaseerde Game of Life van John Conway.
Een van de eerste echte agent-gebaseerde modellen was het in 1971 door Thomas Schelling ontwikkelde segregatiemodel. De interactie van autonome agenten in een gezamenlijke omgeving leidde ook hier tot een uitkomst die emergentie vertoonde.